# Eleições legislativas portuguesas de 2015 no distrito da Guarda
| Eleições legislativas portuguesas de 2015 Distritos: Aveiro \| Beja \| Braga \| Bragança \| Castelo Branco \| Coimbra \| Évora \| Faro \| Guarda \| Leiria \| Lisboa \| Portalegre \| Porto \| Santarém \| Setúbal \| Viana do Castelo \| Vila Real \| Viseu \| Açores \| Madeira \| Estrangeiro |

## Resultados por concelho
Os resultados nos concelhos do Distrito da Guarda foram os seguintes:

### Aguiar da Beira
| Partido                 | Partido                        | Votos | %               | +/-   |
| ----------------------- | ------------------------------ | ----- | --------------- | ----- |
|                         | Portugal à Frente              | 1 919 | 60,57 / 100,00  | 11,42 |
|                         | Partido Socialista             | 798   | 25,19 / 100,00  | 6,28  |
|                         | Bloco de Esquerda              | 131   | 4,14 / 100,00   | 2,56  |
|                         | Coligação Democrática Unitária | 50    | 1,58 / 100,00   | 0,43  |
|                         | Outros                         | 132   | 4,57 / 100,00   |       |
| Votos Inválidos         | Votos Inválidos                | 138   | 4,36 / 100,00   | 0,06  |
| Total                   | Total                          | 3 168 | 100,00 / 100,00 |       |
| Eleitorado/Participação | Eleitorado/Participação        | 6 559 | 48,30 / 100,00  | 0,55  |

| Freguesia                           | %     | %     | %    | %    | Votantes |
| Freguesia                           | PÀF   | PS    | BE   | CDU  | Votantes |
| ----------------------------------- | ----- | ----- | ---- | ---- | -------- |
| Aguiar da Beira e Coruche           | 52,18 | 31,91 | 5,38 | 1,79 | 893      |
| Carapito                            | 63,37 | 25,51 | 2,47 | 0,82 | 243      |
| Cortiçada                           | 52,28 | 36,55 | 2,03 | 1,52 | 197      |
| Dornelas                            | 69,52 | 18,72 | 2,14 | 1,34 | 374      |
| Eirado                              | 45,28 | 38,36 | 7,55 | 0,63 | 159      |
| Forninhos                           | 67,86 | 24,29 | 0,71 | 1,43 | 140      |
| Pena Verde                          | 74,19 | 10,20 | 5,64 | 1,52 | 461      |
| Pinheiro                            | 53,47 | 32,64 | 3,47 | 3,47 | 144      |
| Sequeiros e Gradiz                  | 63,02 | 20,38 | 3,40 | 1,89 | 265      |
| Souto de Aguiar da Beira e Valverde | 62,67 | 22,60 | 4,11 | 1,37 | 292      |
| Aguiar da Beira                     | 60,57 | 25,19 | 4,14 | 1,58 | 3 168    |

### Almeida
| Partido                 | Partido                        | Votos | %               | +/-   |
| ----------------------- | ------------------------------ | ----- | --------------- | ----- |
|                         | Portugal à Frente              | 1 854 | 48,33 / 100,00  | 14,49 |
|                         | Partido Socialista             | 1 185 | 30,89 / 100,00  | 7,55  |
|                         | Bloco de Esquerda              | 225   | 5,87 / 100,00   | 2,62  |
|                         | Coligação Democrática Unitária | 168   | 4,38 / 100,00   | 1,41  |
|                         | Outros                         | 214   | 5,58 / 100,00   |       |
| Votos Inválidos         | Votos Inválidos                | 190   | 4,96 / 100,00   | 0,73  |
| Total                   | Total                          | 3 836 | 100,00 / 100,00 |       |
| Eleitorado/Participação | Eleitorado/Participação        | 7 564 | 50,71 / 100,00  | 2,18  |

| Freguesia                                       | %     | %     | %     | %    | Votantes |
| Freguesia                                       | PÀF   | PS    | BE    | CDU  | Votantes |
| ----------------------------------------------- | ----- | ----- | ----- | ---- | -------- |
| Almeida                                         | 37,90 | 35,62 | 6,85  | 8,52 | 657      |
| Amoreira, Parada e Cabreira                     | 70,31 | 14,85 | 2,18  | 2,62 | 229      |
| Azinhal, Peva e Valverde                        | 64,71 | 17,65 | 3,92  | 3,27 | 153      |
| Castelo Bom                                     | 31,43 | 50,48 | 1,90  | 4,76 | 105      |
| Castelo Mendo, Ade, Monteperobolso e Mesquitela | 64,02 | 22,56 | 4,88  | 1,22 | 164      |
| Freineda                                        | 43,31 | 29,92 | 4,72  | 1,57 | 127      |
| Freixo                                          | 50,94 | 21,70 | 11,32 | 2,83 | 106      |
| Junça e Naves                                   | 52,21 | 24,26 | 4,41  | 3,68 | 136      |
| Leomil, Mido, Senouras e Aldeia Nova            | 49,22 | 32,03 | 3,91  | 1,56 | 128      |
| Malhada Sorda                                   | 51,85 | 18,52 | 5,19  | 8,15 | 135      |
| Malpartida e Vale de Coelha                     | 44,97 | 30,20 | 4,70  | 8,05 | 149      |
| Miuzela e Porto de Ovelha                       | 42,40 | 41,01 | 5,53  | 3,23 | 217      |
| Nave de Haver                                   | 61,54 | 26,24 | 3,17  | 2,26 | 221      |
| São Pedro de Rio Seco                           | 57,41 | 16,67 | 10,19 | 6,48 | 108      |
| Vale da Mula                                    | 44,14 | 37,84 | 5,41  | 6,31 | 111      |
| Vilar Formoso                                   | 44,77 | 35,60 | 7,34  | 3,03 | 1 090    |
| Almeida                                         | 48,33 | 30,89 | 5,87  | 4,38 | 3 836    |

### Celorico da Beira
| Partido                 | Partido                         | Votos | %               | +/-   |
| ----------------------- | ------------------------------- | ----- | --------------- | ----- |
|                         | Portugal à Frente               | 2 082 | 48,34 / 100,00  | 11,59 |
|                         | Partido Socialista              | 1 428 | 33,16 / 100,00  | 6,01  |
|                         | Bloco de Esquerda               | 337   | 7,82 / 100,00   | 3,64  |
|                         | Coligação Democrática Unitária  | 135   | 3,13 / 100,00   | 0,55  |
|                         | Partido Democrático Republicano | 50    | 1,16 / 100,00   | Novo  |
|                         | Outros                          | 134   | 3,12 / 100,00   |       |
| Votos Inválidos         | Votos Inválidos                 | 141   | 3,27 / 100,00   | 0,10  |
| Total                   | Total                           | 4 307 | 100,00 / 100,00 |       |
| Eleitorado/Participação | Eleitorado/Participação         | 8 451 | 50,96 / 100,00  | 3,55  |

| Freguesia                                         | %     | %     | %     | %    | %    | Votantes |
| Freguesia                                         | PÀF   | PS    | BE    | CDU  | PDR  | Votantes |
| ------------------------------------------------- | ----- | ----- | ----- | ---- | ---- | -------- |
| Açores e Velosa                                   | 49,80 | 22,89 | 8,43  | 6,43 | 2,41 | 249      |
| Baraçal                                           | 57,26 | 25,81 | 4,03  | 1,61 | 1,61 | 124      |
| Carrapichana                                      | 40,79 | 46,05 | 4,61  | 1,32 | 1,97 | 152      |
| Casas do Soeiro                                   | 42,05 | 40,40 | 9,93  | 1,32 | 0,66 | 302      |
| Cortiçô da Serra, Vide Entre Vinhas e Salgueirais | 52,80 | 33,92 | 6,29  | 1,75 | 1,40 | 286      |
| Forno Telheiro                                    | 54,22 | 26,98 | 8,72  | 2,18 | 0,82 | 367      |
| Lajeosa do Mondego                                | 37,82 | 38,58 | 11,93 | 5,08 | 1,02 | 394      |
| Linhares                                          | 53,49 | 35,66 | 0,78  | 0,78 | 0    | 129      |
| Maçal do Chão                                     | 36,27 | 51,96 | 4,90  | 0,98 | 0,98 | 102      |
| Mesquitela                                        | 55,56 | 22,96 | 2,22  | 8,15 | 5,19 | 135      |
| Minhocal                                          | 37,50 | 45,19 | 7,69  | 0,96 | 0    | 104      |
| Prados                                            | 52,43 | 31,07 | 5,83  | 0,97 | 0    | 103      |
| Rapa e Cadafaz                                    | 48,69 | 38,22 | 3,66  | 3,14 | 0,52 | 191      |
| Ratoeira                                          | 58,06 | 25,81 | 3,87  | 1,94 | 0    | 155      |
| São Pedro, Santa Maria e Vila Boa do Mondego      | 47,33 | 32,10 | 9,97  | 3,77 | 1,18 | 1 274    |
| Vale de Azares                                    | 57,92 | 28,33 | 5,83  | 2,50 | 0,83 | 240      |
| Celorico da Beira                                 | 48,34 | 33,16 | 7,82  | 3,13 | 1,16 | 4 307    |

### Figueira de Castelo Rodrigo
| Partido                 | Partido                         | Votos | %               | +/-   |
| ----------------------- | ------------------------------- | ----- | --------------- | ----- |
|                         | Portugal à Frente               | 1 413 | 44,56 / 100,00  | 16,23 |
|                         | Partido Socialista              | 1 233 | 38,88 / 100,00  | 8,59  |
|                         | Bloco de Esquerda               | 173   | 5,46 / 100,00   | 2,89  |
|                         | Coligação Democrática Unitária  | 87    | 2,74 / 100,00   | 1,15  |
|                         | Partido Democrático Republicano | 40    | 1,26 / 100,00   | Novo  |
|                         | Outros                          | 110   | 3,48 / 100,00   |       |
| Votos Inválidos         | Votos Inválidos                 | 115   | 3,63 / 100,00   | 0,80  |
| Total                   | Total                           | 3 171 | 100,00 / 100,00 |       |
| Eleitorado/Participação | Eleitorado/Participação         | 5 908 | 53,67 / 100,00  | 0,23  |

| Freguesia                                                   | %     | %     | %    | %    | %    | Votantes |
| Freguesia                                                   | PÀF   | PS    | BE   | CDU  | PDR  | Votantes |
| ----------------------------------------------------------- | ----- | ----- | ---- | ---- | ---- | -------- |
| Algodres, Vale de Afonsinho e Vilar de Amargo               | 54,73 | 30,07 | 5,41 | 2,36 | 1,69 | 296      |
| Almofala e Escarigo                                         | 58,05 | 26,44 | 3,45 | 2,30 | 0,57 | 174      |
| Castelo Rodrigo                                             | 46,94 | 35,71 | 6,12 | 2,04 | 0    | 98       |
| Cinco Vilas e Reigada                                       | 56,57 | 30,81 | 4,55 | 0,51 | 1,01 | 198      |
| Colmeal e Vilar Torpim                                      | 45,38 | 32,31 | 4,62 | 6,92 | 1,54 | 130      |
| Escalhão                                                    | 37,89 | 45,88 | 5,67 | 3,35 | 0,77 | 388      |
| Figueira de Castelo Rodrigo                                 | 39,48 | 42,75 | 6,88 | 2,78 | 1,80 | 1 221    |
| Freixeda do Torrão, Quintã de Pero Martins e Penha de Águia | 47,71 | 38,56 | 2,29 | 2,29 | 1,63 | 306      |
| Mata de Lobos                                               | 45,23 | 38,19 | 4,02 | 1,51 | 1,01 | 199      |
| Vermiosa                                                    | 42,24 | 40,99 | 5,59 | 4,35 | 0    | 161      |
| Figueira de Castelo Rodrigo                                 | 44,56 | 38,88 | 5,46 | 2,74 | 1,26 | 3 171    |

### Fornos de Algodres
| Partido                 | Partido                        | Votos | %               | +/-   |
| ----------------------- | ------------------------------ | ----- | --------------- | ----- |
|                         | Portugal à Frente              | 1 362 | 46,25 / 100,00  | 14,92 |
|                         | Partido Socialista             | 1 096 | 37,22 / 100,00  | 9,57  |
|                         | Bloco de Esquerda              | 158   | 5,37 / 100,00   | 3,03  |
|                         | Coligação Democrática Unitária | 79    | 2,68 / 100,00   | 0,63  |
|                         | Outros                         | 117   | 3,97 / 100,00   |       |
| Votos Inválidos         | Votos Inválidos                | 133   | 4,52 / 100,00   | 0,64  |
| Total                   | Total                          | 2 945 | 100,00 / 100,00 |       |
| Eleitorado/Participação | Eleitorado/Participação        | 5 148 | 57,21 / 100,00  | 0,17  |

| Freguesia                                 | %     | %     | %    | %    | Votantes |
| Freguesia                                 | PÀF   | PS    | BE   | CDU  | Votantes |
| ----------------------------------------- | ----- | ----- | ---- | ---- | -------- |
| Algodres                                  | 41,90 | 41,43 | 5,24 | 2,38 | 210      |
| Casal Vasco                               | 57,36 | 22,48 | 8,53 | 2,33 | 129      |
| Cortiçô e Vila Chã                        | 44,53 | 42,19 | 3,13 | 3,91 | 128      |
| Figueiró da Granja                        | 46,61 | 37,45 | 6,77 | 2,79 | 251      |
| Fornos de Algodres                        | 35,01 | 48,75 | 5,67 | 2,84 | 917      |
| Infias                                    | 52,21 | 30,88 | 8,82 | 2,21 | 136      |
| Juncais, Vila Ruiva e Vila Soeiro do Chão | 55,06 | 31,95 | 2,08 | 2,34 | 385      |
| Maceira                                   | 45,63 | 38,75 | 3,75 | 2,50 | 160      |
| Matança                                   | 56,95 | 25,83 | 5,96 | 0,66 | 151      |
| Muxagata                                  | 51,61 | 25,81 | 6,45 | 6,45 | 124      |
| Queiriz                                   | 63,06 | 21,02 | 5,10 | 1,27 | 157      |
| Sobral Pichorro e Fuinhas                 | 50,76 | 27,41 | 6,09 | 3,05 | 197      |
| Fornos de Algodres                        | 46,25 | 37,22 | 5,37 | 2,68 | 2 945    |

### Gouveia
| Partido                 | Partido                        | Votos  | %               | +/-   |
| ----------------------- | ------------------------------ | ------ | --------------- | ----- |
|                         | Portugal à Frente              | 3 294  | 44,21 / 100,00  | 11,99 |
|                         | Partido Socialista             | 2 717  | 36,46 / 100,00  | 7,67  |
|                         | Bloco de Esquerda              | 484    | 6,50 / 100,00   | 2,87  |
|                         | Coligação Democrática Unitária | 358    | 4,60 / 100,00   | 0,49  |
|                         | Outros                         | 295    | 3,94 / 100,00   |       |
| Votos Inválidos         | Votos Inválidos                | 303    | 4,06 / 100,00   | 0,38  |
| Total                   | Total                          | 7 451  | 100,00 / 100,00 |       |
| Eleitorado/Participação | Eleitorado/Participação        | 14 407 | 51,72 / 100,00  | 0,04  |

| Freguesia                           | %     | %     | %    | %    | Votantes |
| Freguesia                           | PÀF   | PS    | BE   | CDU  | Votantes |
| ----------------------------------- | ----- | ----- | ---- | ---- | -------- |
| Aldeias e Mangualde da Serra        | 39,53 | 42,19 | 6,98 | 4,65 | 301      |
| Arcozelo                            | 35,62 | 42,49 | 6,87 | 4,83 | 393      |
| Cativelos                           | 47,66 | 41,93 | 2,60 | 1,30 | 384      |
| Figueiró da Serra e Freixo da Serra | 56,32 | 23,68 | 5,79 | 4,74 | 190      |
| Folgosinho                          | 36,15 | 41,31 | 7,98 | 3,76 | 213      |
| Gouveia                             | 36,84 | 42,75 | 7,10 | 5,96 | 1 930    |
| Melo e Nabais                       | 42,76 | 36,18 | 6,14 | 5,70 | 456      |
| Moimenta da Serra e Vinhó           | 33,07 | 40,13 | 9,87 | 6,74 | 638      |
| Nespereira                          | 36,60 | 42,42 | 7,23 | 7,46 | 429      |
| Paços da Serra                      | 48,48 | 25,91 | 8,54 | 5,18 | 328      |
| Ribamondego                         | 61,04 | 26,62 | 6,49 | 1,95 | 154      |
| Rio Torto e Lagarinhos              | 60,91 | 21,19 | 4,53 | 4,53 | 486      |
| São Paio                            | 38,75 | 42,82 | 5,42 | 4,07 | 369      |
| Vila Cortês da Serra                | 32,59 | 43,70 | 8,89 | 6,67 | 135      |
| Vila Franca da Serra                | 29,48 | 54,91 | 3,47 | 3,47 | 173      |
| Vila Nova de Tazem                  | 69,61 | 18,35 | 4,70 | 1,72 | 872      |
| Gouveia                             | 44,21 | 36,46 | 6,50 | 4,80 | 7 451    |

### Guarda
| Partido                 | Partido                         | Votos  | %               | +/-   |
| ----------------------- | ------------------------------- | ------ | --------------- | ----- |
|                         | Portugal à Frente               | 9 533  | 41,73 / 100,00  | 12,96 |
|                         | Partido Socialista              | 7 730  | 33,83 / 100,00  | 5,24  |
|                         | Bloco de Esquerda               | 2 337  | 10,23 / 100,00  | 5,55  |
|                         | Coligação Democrática Unitária  | 939    | 4,11 / 100,00   | 0,22  |
|                         | Pessoas–Animais–Natureza        | 346    | 1,51 / 100,00   | 0,70  |
|                         | Partido Democrático Republicano | 254    | 1,11 / 100,00   | Novo  |
|                         | Outros                          | 758    | 3,32 / 100,00   |       |
| Votos Inválidos         | Votos Inválidos                 | 950    | 4,15 / 100,00   | 0,57  |
| Total                   | Total                           | 22 847 | 100,00 / 100,00 |       |
| Eleitorado/Participação | Eleitorado/Participação         | 39 659 | 57,61 / 100,00  | 2,10  |

| Freguesia                           | %     | %     | %     | %     | %    | %    | Votantes |
| Freguesia                           | PÀF   | PS    | BE    | CDU   | PAN  | PDR  | Votantes |
| ----------------------------------- | ----- | ----- | ----- | ----- | ---- | ---- | -------- |
| Adão                                | 60,80 | 22,73 | 5,11  | 2,27  | 1,70 | 1,70 | 176      |
| Aldeia do Bispo                     | 34,27 | 39,86 | 7,69  | 2,10  | 0,70 | 0,70 | 143      |
| Aldeia Viçosa                       | 40,74 | 39,81 | 3,24  | 8,33  | 1,85 | 0    | 216      |
| Alvendre                            | 35,71 | 34,82 | 13,39 | 3,57  | 3,57 | 1,79 | 112      |
| Arrifana                            | 47,68 | 23,84 | 7,74  | 1,55  | 0,31 | 1,24 | 323      |
| Avelãs da Ribeira                   | 34,62 | 40,38 | 5,77  | 7,69  | 3,85 | 0,96 | 104      |
| Avelãs de Ambom e Rocamondo         | 24,24 | 46,46 | 16,16 | 3,03  | 1,01 | 1,01 | 99       |
| Benespera                           | 40,88 | 44,65 | 5,66  | 3,77  | 0,63 | 0,63 | 159      |
| Casal de Cinza                      | 58,10 | 20,00 | 7,62  | 1,90  | 0,32 | 1,90 | 315      |
| Castanheira                         | 56,58 | 26,32 | 7,02  | 0,88  | 1,32 | 0    | 228      |
| Cavadoude                           | 33,33 | 42,78 | 12,22 | 3,33  | 0    | 0    | 180      |
| Codesseiro                          | 50,45 | 27,03 | 10,81 | 1,80  | 1,80 | 0,90 | 111      |
| Corujeira e Trinta                  | 41,21 | 37,27 | 7,58  | 5,15  | 2,12 | 0,30 | 330      |
| Faia                                | 48,31 | 37,29 | 4,24  | 2,54  | 0    | 0    | 118      |
| Famalicão                           | 35,79 | 38,60 | 11,23 | 5,61  | 1,05 | 0,35 | 285      |
| Fernão Joanes                       | 26,96 | 57,84 | 3,43  | 3,43  | 0,49 | 0,49 | 204      |
| Gonçalo                             | 21,75 | 46,64 | 9,08  | 15,96 | 1,10 | 0,94 | 639      |
| Gonçalo Bocas                       | 46,58 | 21,98 | 10,27 | 5,48  | 4,11 | 1,37 | 146      |
| Guarda                              | 41,89 | 33,32 | 11,41 | 3,70  | 1,57 | 1,11 | 13 477   |
| Jarmelo (São Miguel)                | 46,09 | 28,81 | 4,94  | 3,70  | 4,12 | 0,82 | 243      |
| Jarmelo (São Pedro)                 | 54,41 | 19,12 | 6,86  | 5,88  | 1,96 | 0,98 | 204      |
| João Antão                          | 45,45 | 39,09 | 5,45  | 0,91  | 2,73 | 1,82 | 110      |
| Maçainhas                           | 35,22 | 37,83 | 10,00 | 5,94  | 0,87 | 1,74 | 690      |
| Marmeleiro                          | 59,00 | 24,69 | 4,18  | 2,51  | 2,09 | 1,67 | 239      |
| Meios                               | 43,88 | 40,82 | 2,04  | 4,08  | 3,06 | 0    | 98       |
| Mizarela, Pero Soares e Vila Soeiro | 21,74 | 52,80 | 8,70  | 3,73  | 1,24 | 2,48 | 161      |
| Panoias de Cima                     | 41,37 | 33,42 | 7,67  | 5,48  | 1,37 | 1,10 | 365      |
| Pega                                | 54,74 | 28,42 | 6,32  | 1,05  | 0    | 1,05 | 95       |
| Pera do Moço                        | 47,67 | 25,97 | 10,85 | 2,33  | 1,36 | 0,78 | 516      |
| Porto da Carne                      | 52,15 | 25,84 | 8,13  | 3,83  | 2,87 | 0,48 | 209      |
| Pousade e Albardo                   | 46,77 | 30,11 | 6,99  | 2,69  | 2,69 | 1,08 | 186      |
| Ramela                              | 52,10 | 30,25 | 6,72  | 4,20  | 2,52 | 0    | 119      |
| Rochoso e Monte Margarida           | 59,28 | 23,35 | 6,59  | 4,79  | 1,20 | 0,60 | 167      |
| Santana da Azinha                   | 46,60 | 33,01 | 11,65 | 1,94  | 2,43 | 0,97 | 206      |
| Sobral da Serra                     | 44,71 | 35,29 | 7,06  | 4,71  | 1,18 | 3,53 | 170      |
| Vale de Estrela                     | 37,60 | 43,41 | 9,30  | 1,94  | 0,39 | 1,55 | 258      |
| Valhelhas                           | 21,43 | 40,63 | 15,63 | 8,48  | 2,23 | 2,23 | 224      |
| Vela                                | 30,28 | 42,23 | 13,94 | 4,38  | 0    | 3,19 | 251      |
| Videmonte                           | 45,83 | 29,17 | 8,68  | 0,35  | 1,04 | 0,69 | 288      |
| Vila Cortês do Mondego              | 25,00 | 48,78 | 9,76  | 9,15  | 0,61 | 0,61 | 164      |
| Vila Fernando                       | 50,00 | 25,21 | 11,98 | 2,07  | 0,83 | 2,07 | 242      |
| Vila Franca do Deão                 | 35,05 | 43,30 | 4,12  | 5,15  | 1,03 | 1,03 | 97       |
| Vila Garcia                         | 43,33 | 31,67 | 8,33  | 5,56  | 2,22 | 0    | 180      |
| Guarda                              | 41,73 | 33,83 | 10,23 | 4,11  | 1,51 | 1,11 | 22 847   |

### Manteigas
| Partido                 | Partido                         | Votos | %               | +/-     |
| ----------------------- | ------------------------------- | ----- | --------------- | ------- |
|                         | Partido Socialista              | 749   | 40,82 / 100,00  | 5,90    |
|                         | Portugal à Frente               | 640   | 34,88 / 100,00  | 12,34   |
|                         | Bloco de Esquerda               | 169   | 9,21 / 100,00   | 5,13    |
|                         | Coligação Democrática Unitária  | 119   | 6,49 / 100,00   | 0,35    |
|                         | Partido Democrático Republicano | 20    | 1,09 / 100,00   | Novo    |
|                         | PCTP/MRPP                       | 20    | 1,09 / 100,00   | 0,08    |
|                         | Outros                          | 44    | 2,39 / 100,00   |         |
| Votos Inválidos         | Votos Inválidos                 | 74    | 4,03 / 100,00   | Estável |
| Total                   | Total                           | 1 835 | 100,00 / 100,00 |         |
| Eleitorado/Participação | Eleitorado/Participação         | 3 557 | 51,59 / 100,00  | 0,17    |

| Freguesia               | %     | %     | %     | %    | %    | %    | Votantes |
| Freguesia               | PS    | PÀF   | BE    | CDU  | PCTP | PDR  | Votantes |
| ----------------------- | ----- | ----- | ----- | ---- | ---- | ---- | -------- |
| Manteigas (Santa Maria) | 42,26 | 32,96 | 10,69 | 6,79 | 1,38 | 0,63 | 795      |
| Manteigas (São Pedro)   | 40,85 | 37,02 | 7,23  | 6,81 | 0,71 | 0,43 | 705      |
| Sameiro                 | 37,56 | 35,68 | 9,86  | 5,63 | 1,88 | 3,29 | 213      |
| Vale de Amoreira        | 36,89 | 33,61 | 9,84  | 4,10 | 0    | 4,10 | 122      |
| Manteigas               | 40,82 | 34,88 | 9,21  | 6,49 | 1,09 | 1,09 | 1 835    |

### Mêda
| Partido                 | Partido                         | Votos | %               | +/-   |
| ----------------------- | ------------------------------- | ----- | --------------- | ----- |
|                         | Portugal à Frente               | 1 483 | 53,06 / 100,00  | 12,67 |
|                         | Partido Socialista              | 842   | 30,13 / 100,00  | 4,81  |
|                         | Bloco de Esquerda               | 138   | 4,94 / 100,00   | 3,82  |
|                         | Coligação Democrática Unitária  | 75    | 2,68 / 100,00   | 0,65  |
|                         | Partido Democrático Republicano | 36    | 1,29 / 100,00   | Novo  |
|                         | Outros                          | 79    | 2,82 / 100,00   |       |
| Votos Inválidos         | Votos Inválidos                 | 142   | 5,08 / 100,00   | 1,80  |
| Total                   | Total                           | 2 795 | 100,00 / 100,00 |       |
| Eleitorado/Participação | Eleitorado/Participação         | 5 683 | 49,18 / 100,00  | 4,04  |

| Freguesia                            | %     | %     | %    | %    | %    | Votantes |
| Freguesia                            | PÀF   | PS    | BE   | CDU  | PDR  | Votantes |
| ------------------------------------ | ----- | ----- | ---- | ---- | ---- | -------- |
| Aveloso                              | 58,82 | 32,94 | 2,35 | 2,35 | 1,18 | 85       |
| Barreira                             | 70,37 | 16,67 | 0,93 | 3,70 | 0,93 | 108      |
| Coriscada                            | 51,24 | 34,71 | 4,13 | 1,65 | 0,83 | 121      |
| Longroiva                            | 62,03 | 17,72 | 6,33 | 1,90 | 2,53 | 158      |
| Marialva                             | 42,86 | 38,10 | 2,72 | 4,76 | 0,68 | 147      |
| Mêda, Outeiro de Gatos e Fonte Longa | 44,19 | 37,13 | 6,83 | 2,51 | 1,02 | 1 274    |
| Poço do Canto                        | 65,52 | 19,16 | 3,07 | 4,98 | 1,15 | 261      |
| Prova e Casteição                    | 52,00 | 31,43 | 6,29 | 1,14 | 1,14 | 175      |
| Rabaçal                              | 72,48 | 17,45 | 1,34 | 1,34 | 1,34 | 149      |
| Ranhados                             | 63,19 | 22,92 | 1,39 | 3,47 | 2,78 | 144      |
| Vale Flor, Carvalhal e Pai Penela    | 63,58 | 19,08 | 3,47 | 1,73 | 2,31 | 173      |
| Mêda                                 | 53,06 | 30,13 | 4,94 | 2,68 | 1,29 | 2 795    |

### Pinhel
| Partido                 | Partido                        | Votos | %               | +/-   |
| ----------------------- | ------------------------------ | ----- | --------------- | ----- |
|                         | Portugal à Frente              | 2 737 | 55,00 / 100,00  | 10,19 |
|                         | Partido Socialista             | 1 308 | 26,29 / 100,00  | 4,41  |
|                         | Bloco de Esquerda              | 294   | 5,91 / 100,00   | 3,52  |
|                         | Coligação Democrática Unitária | 189   | 3,80 / 100,00   | 0,41  |
|                         | Outros                         | 224   | 4,48 / 100,00   |       |
| Votos Inválidos         | Votos Inválidos                | 224   | 4,50 / 100,00   | 0,30  |
| Total                   | Total                          | 4 976 | 100,00 / 100,00 |       |
| Eleitorado/Participação | Eleitorado/Participação        | 9 919 | 50,17 / 100,00  | 0,94  |

| Freguesia                   | %     | %     | %     | %    | Votantes |
| Freguesia                   | PÀF   | PS    | BE    | CDU  | Votantes |
| --------------------------- | ----- | ----- | ----- | ---- | -------- |
| A.F. Sul de Pinhel          | 67,43 | 14,56 | 5,75  | 2,30 | 261      |
| Alto do Palurdo             | 55,71 | 35,00 | 4,29  | 2,86 | 140      |
| Alverca da Beira/Bouça Cova | 38,54 | 41,86 | 4,65  | 5,98 | 301      |
| Atalaia e Safurdão          | 63,47 | 21,56 | 2,40  | 2,99 | 167      |
| Ervedosa                    | 73,74 | 13,13 | 2,02  | 4,04 | 99       |
| Freixedas                   | 68,75 | 18,98 | 3,24  | 0,93 | 432      |
| Lamegal                     | 60,00 | 22,42 | 6,06  | 3,64 | 165      |
| Lameiras                    | 57,06 | 21,18 | 4,71  | 5,29 | 170      |
| Manigoto                    | 56,00 | 25,00 | 4,00  | 3,00 | 100      |
| Pala                        | 45,00 | 36,07 | 4,64  | 2,14 | 280      |
| Pinhel                      | 50,67 | 29,43 | 6,86  | 5,10 | 1 648    |
| Pínzio                      | 43,04 | 26,96 | 12,61 | 2,17 | 230      |
| Souro Pires                 | 44,66 | 31,62 | 9,09  | 7,11 | 253      |
| Terras de Massueime         | 45,00 | 37,14 | 5,71  | 2,86 | 140      |
| Valbom/Bogalhal             | 61,49 | 22,97 | 6,08  | 0    | 148      |
| Vale do Côa                 | 85,21 | 7,04  | 2,11  | 2,11 | 142      |
| Vale do Massueime           | 65,57 | 13,11 | 4,37  | 3,28 | 183      |
| Vascoveiro                  | 60,68 | 15,38 | 9,40  | 3,42 | 117      |
| Pinhel                      | 55,00 | 26,29 | 5,91  | 3,80 | 4 976    |

### Sabugal
| Partido                 | Partido                         | Votos  | %               | +/-   |
| ----------------------- | ------------------------------- | ------ | --------------- | ----- |
|                         | Portugal à Frente               | 3 043  | 47,75 / 100,00  | 11,00 |
|                         | Partido Socialista              | 1 935  | 30,36 / 100,00  | 2,54  |
|                         | Bloco de Esquerda               | 507    | 7,96 / 100,00   | 5,57  |
|                         | Coligação Democrática Unitária  | 215    | 3,37 / 100,00   | 0,62  |
|                         | Partido Democrático Republicano | 133    | 2,09 / 100,00   | Novo  |
|                         | PCTP/MRPP                       | 67     | 1,05 / 100,00   | 0,27  |
|                         | Outros                          | 191    | 3,00 / 100,00   |       |
| Votos Inválidos         | Votos Inválidos                 | 282    | 4,42 / 100,00   | 0,32  |
| Total                   | Total                           | 6 373  | 100,00 / 100,00 |       |
| Eleitorado/Participação | Eleitorado/Participação         | 14 506 | 43,93 / 100,00  | 1,74  |

| Freguesia                                  | %     | %     | %     | %    | %     | %    | Votantes |
| Freguesia                                  | PÀF   | PS    | BE    | CDU  | PDR   | PCTP | Votantes |
| ------------------------------------------ | ----- | ----- | ----- | ---- | ----- | ---- | -------- |
| Águas Belas                                | 47,66 | 32,71 | 6,54  | 5,61 | 0     | 1,87 | 107      |
| Aldeia da Ponte                            | 32,53 | 48,19 | 5,42  | 2,41 | 3,01  | 0,60 | 166      |
| Aldeia da Ribeira, Vilar Maior e Badamalos | 57,22 | 17,22 | 2,78  | 5,00 | 2,78  | 2,78 | 180      |
| Aldeia do Bispo                            | 62,14 | 22,14 | 4,29  | 1,43 | 1,43  | 0    | 140      |
| Aldeia Velha                               | 64,00 | 20,44 | 3,11  | 2,67 | 0,89  | 2,22 | 225      |
| Alfaiates                                  | 57,62 | 20,53 | 5,30  | 2,65 | 1,32  | 1,99 | 151      |
| Baraçal                                    | 67,01 | 14,43 | 5,15  | 3,09 | 2,06  | 1,03 | 97       |
| Bendada                                    | 35,56 | 48,94 | 5,78  | 2,74 | 0,91  | 1,22 | 329      |
| Bismula                                    | 39,24 | 37,97 | 8,86  | 2,53 | 0     | 3,80 | 79       |
| Casteleiro                                 | 27,17 | 51,45 | 5,20  | 1,73 | 2,31  | 0,58 | 173      |
| Cerdeira                                   | 51,67 | 30,00 | 6,67  | 5,83 | 0,83  | 0,83 | 120      |
| Foios                                      | 22,35 | 60,59 | 4,12  | 0,59 | 2,35  | 1,18 | 170      |
| Lajeosa e Forcalhos                        | 53,91 | 26,56 | 8,59  | 3,91 | 0,78  | 0,78 | 128      |
| Malcata                                    | 51,90 | 31,01 | 6,33  | 3,16 | 0     | 1,27 | 158      |
| Nave                                       | 61,06 | 12,39 | 11,50 | 2,65 | 1,77  | 0,88 | 113      |
| Pousafoles do Bispo, Pena Lobo e Lomba     | 55,96 | 27,08 | 3,97  | 1,44 | 2,17  | 0,72 | 277      |
| Quadrazais                                 | 35,98 | 42,99 | 7,01  | 4,21 | 1,40  | 0,93 | 214      |
| Quintas de São Bartolomeu                  | 57,01 | 23,36 | 11,21 | 3,74 | 0     | 1,87 | 107      |
| Rapoula do Coa                             | 50,52 | 27,84 | 7,22  | 2,06 | 2,06  | 0    | 97       |
| Rebolosa                                   | 66,67 | 13,64 | 6,06  | 3,03 | 2,27  | 3,79 | 132      |
| Rendo                                      | 63,09 | 18,12 | 6,04  | 3,36 | 2,01  | 0    | 149      |
| Ruvina, Ruivós e Vale das Éguas            | 62,86 | 19,29 | 6,43  | 4,29 | 0     | 0,71 | 140      |
| Sabugal e Aldeia de Santo António          | 39,96 | 33,97 | 11,60 | 5,24 | 2,22  | 0,59 | 1 354    |
| Santo Estêvão e Moita                      | 31,65 | 38,53 | 5,50  | 2,29 | 12,39 | 0,92 | 218      |
| Seixo do Côa e Vale Longo                  | 52,23 | 24,84 | 5,10  | 3,18 | 0,64  | 2,55 | 157      |
| Sortelha                                   | 41,35 | 37,02 | 10,10 | 2,88 | 1,92  | 0    | 208      |
| Souto                                      | 56,08 | 19,93 | 11,64 | 2,12 | 1,76  | 0,88 | 567      |
| Vale de Espinho                            | 54,94 | 22,84 | 3,70  | 3,70 | 4,32  | 2,47 | 162      |
| Vila Boa                                   | 50,00 | 15,94 | 20,29 | 3,62 | 2,17  | 0    | 138      |
| Vila do Touro                              | 60,68 | 23,93 | 5,98  | 1,71 | 0,85  | 0    | 117      |
| Sabugal                                    | 47,75 | 30,36 | 7,96  | 3,37 | 2,09  | 1,05 | 6 373    |

### Seia
| Partido                 | Partido                        | Votos  | %               | +/-  |
| ----------------------- | ------------------------------ | ------ | --------------- | ---- |
|                         | Portugal à Frente              | 5 335  | 41,33 / 100,00  | 8,50 |
|                         | Partido Socialista             | 4 877  | 37,78 / 100,00  | 4,27 |
|                         | Bloco de Esquerda              | 859    | 6,65 / 100,00   | 3,44 |
|                         | Coligação Democrática Unitária | 684    | 5,30 / 100,00   | 0,10 |
|                         | Outros                         | 613    | 4,74 / 100,00   |      |
| Votos Inválidos         | Votos Inválidos                | 540    | 4,19 / 100,00   | 0,31 |
| Total                   | Total                          | 12 908 | 100,00 / 100,00 |      |
| Eleitorado/Participação | Eleitorado/Participação        | 23 984 | 53,82 / 100,00  | 2,15 |

| Freguesia                            | %     | %     | %    | %     | Votantes |
| Freguesia                            | PÀF   | PS    | BE   | CDU   | Votantes |
| ------------------------------------ | ----- | ----- | ---- | ----- | -------- |
| Alvoco da Serra                      | 31,03 | 40,69 | 9,31 | 10,34 | 290      |
| Carragozela e Várzea de Meruge       | 35,14 | 46,76 | 5,14 | 5,41  | 370      |
| Girabolhos                           | 66,47 | 27,06 | 1,18 | 2,94  | 170      |
| Loriga                               | 22,39 | 49,33 | 7,24 | 10,94 | 594      |
| Paranhos da Beira                    | 60,00 | 25,80 | 3,19 | 2,61  | 690      |
| Pinhanços                            | 54,14 | 25,56 | 6,27 | 4,01  | 399      |
| Sabugueiro                           | 27,06 | 41,96 | 6,27 | 9,02  | 255      |
| Sameice e Santa Eulália              | 51,91 | 32,51 | 3,55 | 2,19  | 366      |
| Sandomil                             | 54,10 | 32,62 | 4,30 | 2,93  | 512      |
| Santa Comba                          | 39,07 | 41,77 | 4,67 | 3,93  | 407      |
| Santa Marinha e São Martinho         | 38,62 | 39,79 | 8,92 | 3,52  | 852      |
| Santiago                             | 46,15 | 35,69 | 4,77 | 3,85  | 650      |
| Sazes da Beira                       | 52,55 | 31,39 | 4,38 | 2,19  | 137      |
| Seia, São Romão e Lapa dos Dinheiros | 35,49 | 40,89 | 8,44 | 6,37  | 4 644    |
| Teixeira                             | 49,61 | 31,78 | 4,65 | 4,65  | 129      |
| Torrozelo e Folhadosa                | 31,80 | 39,25 | 7,68 | 8,77  | 456      |
| Tourais e Lajes                      | 63,45 | 24,71 | 3,43 | 1,87  | 963      |
| Travancinha                          | 58,87 | 20,78 | 6,93 | 2,60  | 231      |
| Valezim                              | 27,51 | 49,74 | 8,47 | 3,70  | 189      |
| Vide e Cabeça                        | 31,30 | 46,68 | 5,57 | 7,69  | 377      |
| Vila Cova à Coelheira                | 30,40 | 50,66 | 8,37 | 3,52  | 227      |
| Seia                                 | 41,33 | 37,78 | 6,65 | 5,30  | 12 908   |

### Trancoso
| Partido                 | Partido                         | Votos  | %               | +/-   |
| ----------------------- | ------------------------------- | ------ | --------------- | ----- |
|                         | Portugal à Frente               | 2 562  | 50,26 / 100,00  | 12,42 |
|                         | Partido Socialista              | 1 595  | 31,29 / 100,00  | 6,65  |
|                         | Bloco de Esquerda               | 317    | 6,22 / 100,00   | 3,17  |
|                         | Coligação Democrática Unitária  | 139    | 2,73 / 100,00   | 0,59  |
|                         | Partido Democrático Republicano | 53     | 1,04 / 100,00   | Novo  |
|                         | Outros                          | 148    | 2,92 / 100,00   |       |
| Votos Inválidos         | Votos Inválidos                 | 284    | 5,57 / 100,00   | 1,21  |
| Total                   | Total                           | 5 098  | 100,00 / 100,00 |       |
| Eleitorado/Participação | Eleitorado/Participação         | 10 010 | 50,93 / 100,00  | 0,98  |

| Freguesia                                        | %     | %     | %    | %    | %    | Votantes |
| Freguesia                                        | PÀF   | PS    | BE   | CDU  | PDR  | Votantes |
| ------------------------------------------------ | ----- | ----- | ---- | ---- | ---- | -------- |
| Aldeia Nova                                      | 60,82 | 19,30 | 4,68 | 2,92 | 4,09 | 171      |
| Castanheira                                      | 71,84 | 18,45 | 4,85 | 1,94 | 0    | 103      |
| Cogula                                           | 38,68 | 35,85 | 4,72 | 1,89 | 1,89 | 106      |
| Cótimos                                          | 54,65 | 36,05 | 2,33 | 1,16 | 0    | 86       |
| Fiães                                            | 45,95 | 37,16 | 8,78 | 2,03 | 0,68 | 148      |
| Freches e Torres                                 | 57,49 | 28,14 | 4,19 | 2,69 | 0,90 | 334      |
| Granja                                           | 66,67 | 21,11 | 2,22 | 2,22 | 1,11 | 90       |
| Guilheiro                                        | 50,00 | 37,76 | 6,12 | 1,02 | 0    | 98       |
| Moimentinha                                      | 60,42 | 25,00 | 3,13 | 3,13 | 0    | 96       |
| Moreira de Rei                                   | 45,00 | 35,83 | 5,42 | 2,92 | 0,83 | 240      |
| Palhais                                          | 59,09 | 20,45 | 6,82 | 1,14 | 0    | 88       |
| Póvoa do Concelho                                | 53,70 | 30,86 | 4,94 | 1,23 | 2,47 | 162      |
| Reboleiro                                        | 61,03 | 25,74 | 2,21 | 0    | 0    | 136      |
| Rio de Mel                                       | 43,11 | 34,13 | 7,78 | 2,40 | 0    | 167      |
| Tamanhos                                         | 51,16 | 31,78 | 6,98 | 3,88 | 0    | 129      |
| Torre do Terrenho, Sebadelhe da Serra e Terrenho | 59,39 | 25,29 | 3,83 | 2,30 | 0,38 | 261      |
| Trancoso (São Pedro e Santa Maria) e Souto Maior | 45,31 | 32,64 | 8,39 | 3,70 | 1,33 | 1 728    |
| Valdujo                                          | 45,45 | 36,36 | 6,06 | 4,04 | 2,02 | 99       |
| Vale do Seixo e Vila Garcia                      | 52,29 | 37,25 | 4,58 | 1,31 | 0    | 153      |
| Vila Franca das Naves e Feital                   | 52,64 | 29,35 | 5,28 | 2,35 | 0,78 | 511      |
| Vilares e Carnicães                              | 35,94 | 44,27 | 6,25 | 2,08 | 1,56 | 192      |
| Trancoso                                         | 50,26 | 31,29 | 6,22 | 2,73 | 1,04 | 5 098    |

### Vila Nova de Foz Côa
| Partido                 | Partido                         | Votos | %               | +/-   |
| ----------------------- | ------------------------------- | ----- | --------------- | ----- |
|                         | Portugal à Frente               | 1 707 | 45,41 / 100,00  | 12,17 |
|                         | Partido Socialista              | 1 375 | 36,58 / 100,00  | 5,66  |
|                         | Bloco de Esquerda               | 212   | 5,64 / 100,00   | 3,51  |
|                         | Coligação Democrática Unitária  | 142   | 3,78 / 100,00   | 1,01  |
|                         | Partido Democrático Republicano | 40    | 1,06 / 100,00   | Novo  |
|                         | Outros                          | 123   | 3,27 / 100,00   |       |
| Votos Inválidos         | Votos Inválidos                 | 160   | 4,26 / 100,00   | 0,50  |
| Total                   | Total                           | 3 759 | 100,00 / 100,00 |       |
| Eleitorado/Participação | Eleitorado/Participação         | 8 107 | 46,37 / 100,00  | 2,60  |

| Freguesia            | %     | %     | %    | %    | %    | Votantes |
| Freguesia            | PÀF   | PS    | BE   | CDU  | PDR  | Votantes |
| -------------------- | ----- | ----- | ---- | ---- | ---- | -------- |
| Almendra             | 44,75 | 33,70 | 6,08 | 6,63 | 0,55 | 181      |
| Castelo Melhor       | 52,05 | 34,93 | 4,11 | 3,42 | 0    | 146      |
| Cedovim              | 53,25 | 33,73 | 3,55 | 1,78 | 0    | 169      |
| Chãs                 | 52,67 | 36,67 | 3,33 | 0,67 | 0,67 | 150      |
| Custoias             | 59,83 | 28,21 | 5,98 | 1,71 | 1,71 | 117      |
| Freixo de Numão      | 44,83 | 38,28 | 4,14 | 3,10 | 0,34 | 290      |
| Horta                | 39,85 | 41,35 | 5,26 | 4,51 | 0    | 133      |
| Muxagata             | 52,10 | 29,94 | 5,39 | 2,99 | 1,80 | 167      |
| Numão                | 52,45 | 34,97 | 5,59 | 0,70 | 1,40 | 143      |
| Santa Comba          | 50,00 | 38,81 | 2,99 | 4,48 | 0    | 134      |
| Sebadelhe            | 49,40 | 27,71 | 8,43 | 4,82 | 0    | 166      |
| Seixas               | 46,79 | 33,33 | 3,85 | 4,49 | 0    | 156      |
| Touça                | 45,79 | 29,91 | 6,54 | 0    | 4,67 | 107      |
| Vila Nova de Foz Côa | 40,88 | 39,41 | 6,47 | 4,53 | 1,47 | 1 700    |
| Vila Nova de Foz Côa | 45,41 | 36,58 | 5,64 | 3,78 | 1,06 | 3 759    |